# 牧野茂雄
牧野 茂雄（まきの しげお、1958年 - ）は、日本の自動車評論家である。

## 経歴
東京都生まれ。東京都立両国高等学校を経て、日本大学芸術学部卒業。日刊自動車新聞社に約12年間勤務ののち、三栄書房編集顧問、自動車雑誌（スクープ誌）『ニューモデルマガジンX』（同）編集長を経て、フリーランスのジャーナリストとなった。2006年（平成18年）より「モーターファン・イラストレイテッド」の技術アドバイザーとして実質的な取りまとめを行っている。

## 業務実績
『新車情報』（テレビ神奈川）のゲストレポーター、『BATTLE TALK RADIO アクセス』（TBSラジオ）のコメンテーターを経験したほか、『ニューモデルマガジンX』および『モーターファン・イラストレーテッド』、『カー・アンド・ドライバー』など各誌に寄稿。さらに、自動車雑誌以外にも、音楽雑誌『クラシックジャーナル』の、『デジタルオーディオファン』、経済誌『エコノミスト』などへの関与もある。
また、『賢く節約!くるまマル得メンテナンス（高橋書店）』『乗ってはいけない！ ― 自動車事故対策センターのオフセット衝突試験ではじめ(双葉社スーパームック』『ズバリ図解 自動車のしくみ (ぶんか社文庫)』など自動車関連の実用書も著者として積極的に関与している。

## 特徴
単なるクルマを評価する「自動車ジャーナリスト」と呼ばれることを嫌い、自動車の根幹の自動車産業を人・モノ・会社・経済・エネルギーまで掘り下げ、実地に訪問・実践することが最大の特徴である。
世界の自動車メーカーの工場・周辺のサプライヤーを実際に訪問し、国別のエネルギー事情なども体験し、執筆することが「リアリティのある」ジャーナリストであると言える。
欧州・北米だけでなく中国・韓国などアジア各国の自動車産業事情や、日本的に偏った一般的なエコカーではなく、アルコール・LPガス・天然ガス・DMEなどグローバル視点での「代替燃料車」「クリーンカー」「エネルギー事情」にも精通すると同時に、開発・生産現場観点からの見た具体的な原稿が各界で評価されている。
このほかの著書には、デジタル／アナログ・オーディオ趣味人向けのエッセイ、『アナログな日々・ときどきモバイル』もある。中国の最大手自動車雑誌「汽車之友」にも連載コラムを持っている。また、自動車関連企業・エネルギー関連企業・団体での講演、著作も数多い。また、自身がボルボオーナーだったこともあり、ボルボファンクラブでの講演などにも参加していたこともある。
前記の自動車関連の実用書では、『書店の定番』と言えるほど全国の書店の自動車コーナーにあるほどである。
また、スクープ誌編集長としての自らの体験に基づき、漫画『FACTORY Z』（小学館）で漫画原作者デビューしたほか、公道レースを題材にした漫画『オーバーレブ!』（小学館）では、一部原作とテクニカルアドバイザーを行った。
『自動車ジャーナリスト』というカテゴリーに縛られない、単なる自動車マニア相手だけでなく、自動車産業及びその周辺すべてに働きかけようとするグローバルかつ、エネルギーや、市場、メーカー、サプライヤー、そしてその上で自動車ユーザーにも理解されえる『ジャーナリスト』である。